# Junior K
Junior K (* 1992 als Umberto Odoguardi in Mailand) ist ein italienischer DJ und Hip-Hop-Produzent.

## Karriere
Odoguardi begann seine Karriere in der Mailänder Musikszene zusammen mit dem Rapper Emis Killa, der ihm die erste Form seines Pseudonyms gab: „Junior Killa“. Danach wurde Junior K fester Live-DJ des Trap-Stars Sfera Ebbasta und begleitete auch Auftritte von Guè Pequeno und Rkomi. Schließlich begann er zusätzlich seine Produzententätigkeit, seit 2019 innerhalb von Sfera Ebbastas eigenem Label BHMG. Unter den von Junior K produzierten Interpreten befinden sich unter anderem Elettra Lamborghini und Ernia. Außerdem ist er Toningenieur beim auf Hip-Hop spezialisierten Mailänder Thaurus Studio.
Mit dem Lied Nuovo range erreichte Junior K 2021 zusammen mit Rkomi und Sfera Ebbasta die Spitze der italienischen Charts.

## Diskografie

### Singles
| Jahr | Titel Album                      | Höchstplatzierung, Gesamtwochen, AuszeichnungChartsChartplatzierungen (Jahr, Titel, Album, Platzierungen, Wochen, Auszeichnungen, Anmerkungen) | Anmerkungen                                     |
| Jahr | Titel Album                      | IT | Anmerkungen                                     |
| ---- | -------------------------------- | --- | ----------------------------------------------- |
| 2021 | Nuovo range Island Records (UMG) | IT1 ×6Sechsfachplatin · (78 Wo.)IT | Verkäufe: + 600.000 mit Rkomi und Sfera Ebbasta |

### Gastbeiträge
| Jahr | Titel Album                  | Höchstplatzierung, Gesamtwochen, AuszeichnungChartsChartplatzierungen (Jahr, Titel, Album, Platzierungen, Wochen, Auszeichnungen, Anmerkungen) | Anmerkungen                                         |
| Jahr | Titel Album                  | IT | Anmerkungen                                         |
| ---- | ---------------------------- | --- | --------------------------------------------------- |
| 2022 | Acqua tonica Io non ho paura | IT4 ×2Doppelplatin · (22 Wo.)IT | Verkäufe: + 200.000 Ernia feat. Geolier & Junior K  |
| 2024 | Eva I Nomi del Diavolo       | IT5 ×2Doppelplatin · (31 Wo.)IT | Verkäufe: + 200.000 Kid Yugi feat. Tedua & Junior K |

## Belege
1. ↑  Claudio Biazzetti: Chi è Junior K: La vita del DJ di Sfera Ebbasta. Red Bull, 7. Mai 2021, abgerufen am 3. Juni 2021 (italienisch).
2. ↑  Junior K, da Sfera alla consolle del Pick Up. In: LaStampa.it. 29. November 2019, abgerufen am 3. Juni 2021 (italienisch).
3. 1 2  Archivio classifiche Top Singoli. FIMI, abgerufen am 12. November 2024 (italienisch).
4. 1 2 3  Auszeichnungsarchiv. FIMI, abgerufen am 12. November 2024 (italienisch).

| Personendaten    | Personendaten                          |
| ---------------- | -------------------------------------- |
| NAME             | Junior K                               |
| ALTERNATIVNAMEN  | Odoguardi, Umberto (Geburtsname)       |
| KURZBESCHREIBUNG | italienischer DJ und Hip-Hop-Produzent |
| GEBURTSDATUM     | 1992                                   |
| GEBURTSORT       | Mailand                                |